# Marubeni
Marubeni Corporation (яп. 丸紅株式会社 Марубэни Кабусики-гайся) — японская торговая компания. Является одной из пяти крупнейших сого сёся компаний. Ассортимент компании очень широк — от одежды и продуктов питания до стали и химических материалов. Главные конторы расположены в Токио и Осаке. Имеет 30 отделений в Японии и 158 офисов в 79 странах мира. Число высококвалифицированных сотрудников составляет более 8,5 тысяч. Компания занимает 199 место в Fortune Global 500 (2011 год).

## История

### 1850-е годы — основание
Основоположником компании считается крестьянин по имени Ито Тюбэй. В 1858 году шестнадцатилетний парень провел первую в своей жизни сделку. Тюбэй купил партию одежды из пенькового полотна и продал её в Осаку. Сделка оказалась успешной и принесла ему 6 золотых монет, что и стало первой инвестицией в новый бизнес. Тюбэй скупал разнообразные ткани, кимоно, москитные сетки и успешно продавал их в крупных городах.
В 1872 году в городе Осака — торговом центре страны, открывается первый магазин Ито Тюбэя. А с 1883 года компания приобретает название «Марубэни». Успешный бизнес позволил Тюбэю экспортировать текстиль в США и даже открыть небольшой филиал своего магазина в Сан-Франциско.

### 1900-е годы — дифференциация производства

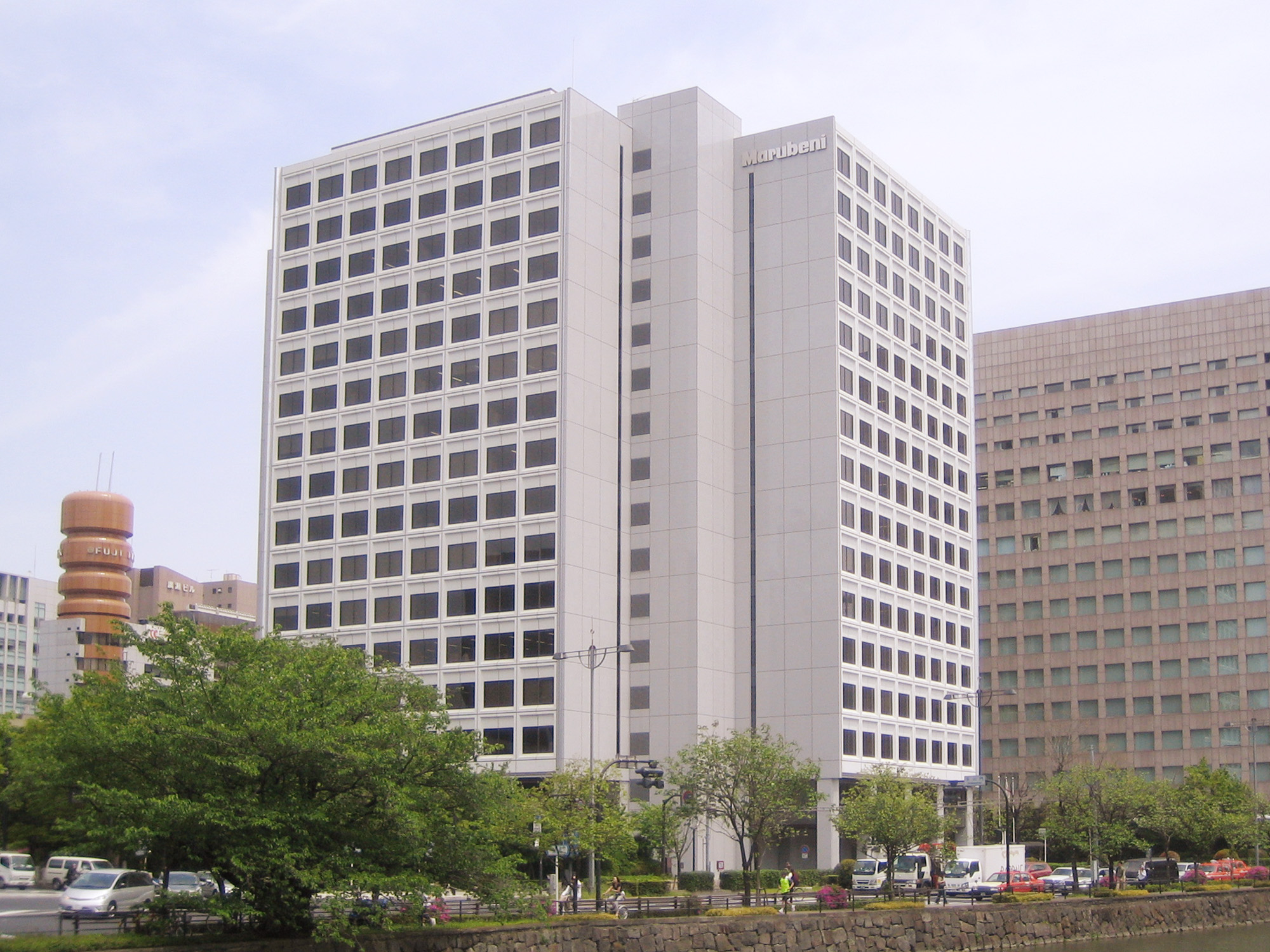
Главный офис компании в Токио

Компания, основанная Ито Тюбэем, расширялась и закрепляла свои позиции на внутреннем и внешнем рынках благодаря последующим руководителям — его потомкам. Превратившись в торговую империю, «Марубэни» ввозила пеньку и копру с Филиппин и поставляла текстильные изделия в Китай и Корею.
Перед началом Второй мировой войны компания «Марубэни» дифференцировалась, начиная вести торговлю не только текстильными изделиями, но и продовольствием, медикаментами, которые продолжали поставляться в Китай, Маньчжурию и Корею.
В связи с американской оккупацией в 1945 году международные поставки были временно приостановлены. Компания была вынуждена разделиться две торговые и две производственные фирмы, что послужило причиной выйти за пределы производства и продажи текстиля, сосредоточив силы на новых сферах производства и торговли.
Дальнейшая дифференциация привела к тому, что к середине 1950-х годов «Марубэни» перерастает в первую многопрофильную торговую компанию на юго-западе Японии с центром в Осаке. Торговля продукцией тяжелой промышленности открывает дорогу в крупнейшие города мира.
Ещё одной важной причиной увеличения товарооборота и штата сотрудников стало объединение с крупнейшей компанией «Iida Co., Ltd», которая владела сетью универмагов «Такасимая». Таким образом, появился фундамент для образования финансово-промышленной группы Fuyo Group (англ.), финансовым центром которой стал банк Fuji (англ.).
Вторая половина 1950-х годов для «Марубени» ознаменовалась новым расширением производства и неоспоримым лидерством в сфере торговли кремнистой сталью и стальным листом. Компания стала управляющей двух лидирующих сталелитейных компаний, слияние которых в 1970 году образовало Nippon Steel Corp. С развитием производства электроприборов и автомобилей спрос на эту сферу производства возрос. В этот же период компанией заключаются контракты на продажу первого атомного реактора НИИ атомной энергии Японии, и выигрыш международного тендера на поставку партии реактивных истребителей Управлению национальной обороны Японии.

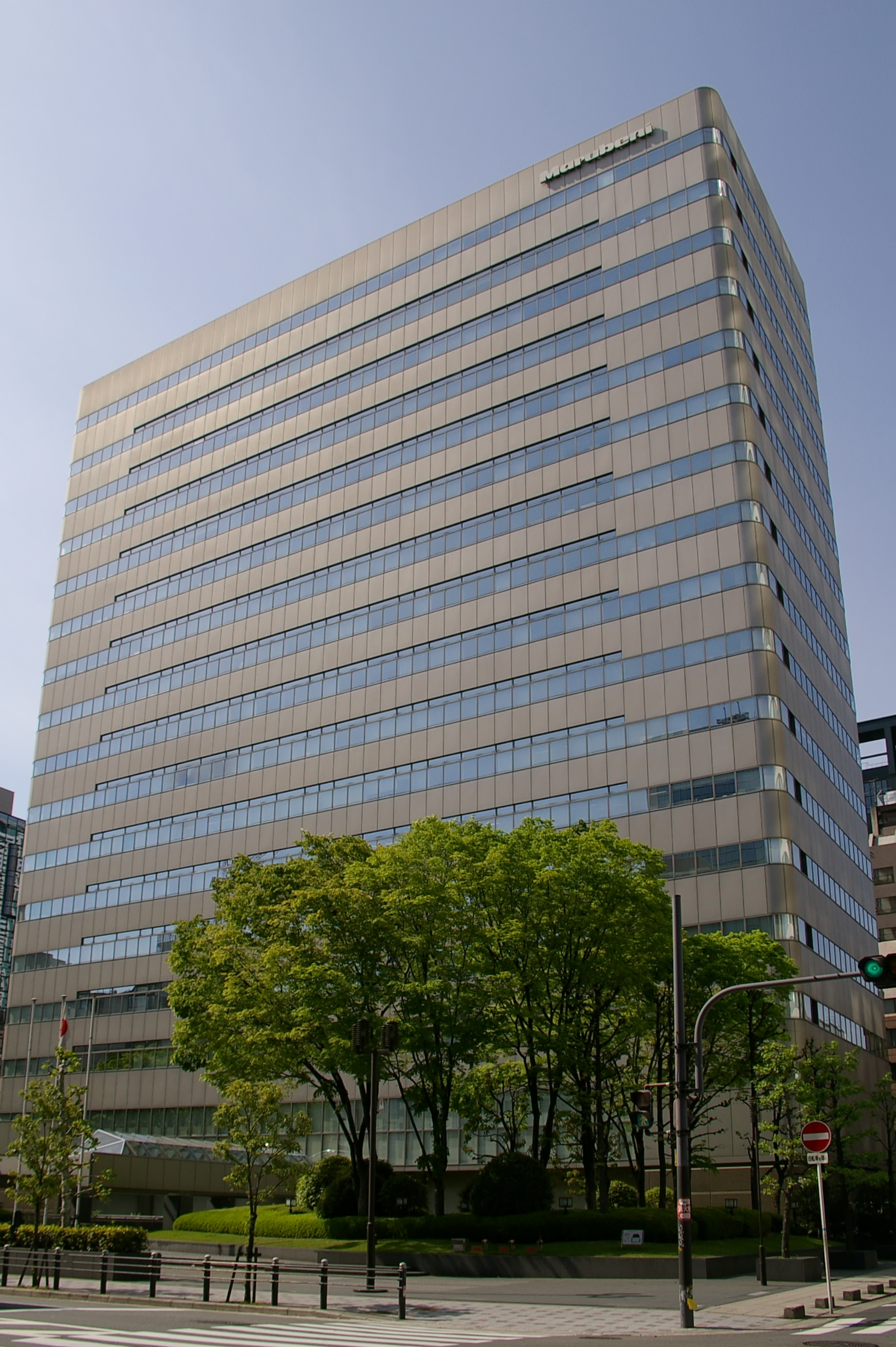
Офис компании в Осаке

В этой связи, к 1959 году объём торговли текстилем сократился до 50 %, что на 30 % меньше, чем в предыдущее десятилетие. На протяжении 1960-х — 1970-х годов «Марубени» продолжала расширять функции и оказывать помощь средним и малым предприятиям, являясь посредником между ними и банками, беря на себя огромный риск по кредитам. Также функционирует сеть супермаркетов с наиболее лояльной ценовой политикой.
В 1966 году в состав «Марубени» вошла компания «Тоцу Ко., Лтд.», которая проводила торговые операции одной из крупнейших японских металлургических компаний Ниппон Кокан. А в 1973 году произошло слияние со специализированной торговой фирмой «Нанъё Буссан Ко., Лтд» и переименование в «Марубени Корпорейшн».
Наибольшую долю стали составлять операции по закупке сырья. К середине 1970-х годов доля традиционного товара — текстильных изделий — составила всего лишь 14 %, в то время как возрастает объем операций иных видов товаров: немецких химикатов, австралийской шерсти, иранских ковров, бразильского кофе, шотландского виски, французской одежды, русской икры, а также, ставшее уже неотъемлемой для «Марубени Корпорейшн», торговля машинами и оборудованием из США и Европы.
Период 1980-х — 1990-х годов является одним из самых активных по внедрению новых производственных технологий. Продолжилось расширение рынка, достигшее уже глобальных масштабов, несмотря на мировую финансово-экономическую нестабильность.

## Marubeni в России
В 1993 году создано ЗАО «Марубени Авто» для развития дилерской сети по продаже и техническому обслуживанию автомобилей марки «Nissan» в России на основании решения общего собрания акционеров бельгийской компании «Marubeni Auto (Europe) and Construction Machinery». В 1996 году «Марубени Авто» становится ведущим дистрибьютором японской компании «Nissan» на территории России.
С 2002 года российский филиал компании официально переименован в «Марубени Авто и Строительная Техника» в связи с созданием отдела строительной техники. В 2004 году компания отказывается от поставки легковых автомобилей и полностью переходит на поставку тяжелой техники и специального оборудования.
С мая 2006 года начинается активное сотрудничество «Марубени Авто и Строительная Техника» с фирмой ООО «Комацу СНГ». В качестве её официального дистрибьютора на территории Приволжского, Северо-Кавказского и Южного Федеральных округов РФ компания реализует бульдозеры, экскаваторы, погрузчики, самосвалы, автогрейдеры, трубоукладчики, а также другие модели техники Komatsu для коммунальных, дорожно-строительных, горных и нефтегазодобывающих предприятий России. Компания имеет 14 филиалов в России: Краснодар, Пермь, Киров, Пятигорск, Сочи, Волгоград, Нижний Новгород, Саранск, Чебоксары, Саратов, Самара, Уфа, Казань, Ижевск.

## Акционеры
К числу крупнейших акционеров компании относятся:
- Japan Trustee Services Bank, Ltd. — 13,04 %
- The Master Trust Bank of Japan, Ltd. — 4,60 %
- Sompo Japan Insurance Inc. — 3,24 %
- The Tokio Marine and Nichido Fire Insurance Co., Ltd. — 2,87 %
- Meiji Yasuda Life Insurance Company — 2,49 %
- Mizuho Corporate Bank, Ltd. — 1,73 %
- Nippon Life Insurance Company — 1,50 %
- Aeon Co., Ltd. — 1,27 %
- State Street Bank and Trust Company — 1,18 %